# 大蔵院

大蔵院 (だいぞういん)は、兵庫県明石市にある臨済宗 南禅寺派の寺院。山号は見江山。本尊は聖観音。創建は、室町時代。鎌倉～室町時代に活躍した中巌円月禅師を勧請開山とし、赤松満祐の弟である赤松祐尚が、その屋敷を寺院としたと伝わる。江戸時代、明石の大蔵村は宿場町でとして栄えたため、しばしば　本陣・旅籠だけでは対応できない場合の仮厩舎となった。嘉永6 (1853)年には、勘定奉行川路聖謨 (かわじとしあきら)の164人が大蔵院仮厩した。灌仏会、涅槃会、成道会をはじめ、施餓鬼法要・春秋の彼岸法要などの法要が行われている。茶道教室、和菓子教室、謡と舞、ヨガ、写経、坐禅会などが定期的に行われている。平成末の2018年から、令和の初め2021年に渡り、本堂及び寺庭の再建工事が行われ、約200年ぶりに本堂が新しくなった。

## 境内
- 山門
- 本堂
- 鐘楼
- 庚申堂
- 小辻の地蔵堂
- 赤松祐尚夫妻の墓所

## 交通アクセス
- 山陽電鉄本線 人丸前駅 徒歩約5分
- JR神戸線 明石駅・山陽電鉄本線 山陽明石駅 徒歩約15分

## 付近寺社
- 稲爪神社
- 柿本神社
- 月照寺

- 雲晴寺

## 周辺
- 大蔵海岸（徒歩5分）
- 明石市立天文科学館（徒歩8分）